# 블루 노트
블루 노트(영어: blue note)는 재즈나 블루스 등에서 사용되는 장음계이다. 그 중 제3음과 5음, 7음을 반음 낮추는 것을 의미한다.

## 같이 보기
- 12바 블루스